# Torre Balvaird

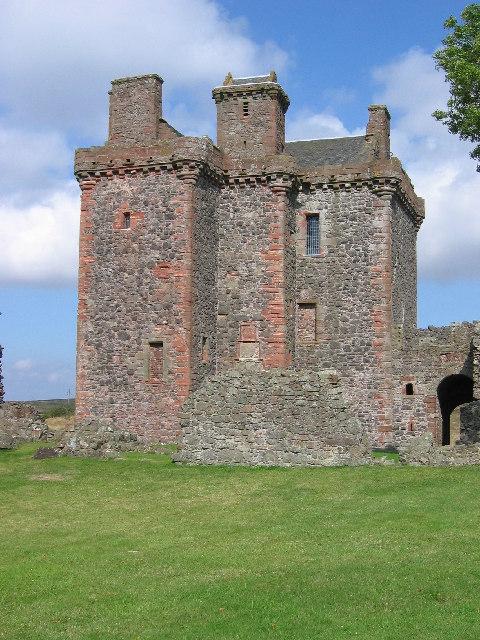
Torre Balvaird, Escócia.

A Torre Balvaird (em língua inglesa Balvaird Tower) é uma torre medieval localizada em Perth and Kinross, Escócia.
A torre foi protegida na categoria A do listed building, em 5 de outubro de 1971.